# 夾江県
夾江県（きょうこう-けん）は中華人民共和国四川省楽山市に位置する県。

## 行政区画
- 街道:漹城街道、青衣街道
- 鎮:黄土鎮、甘江鎮、呉場鎮、木城鎮、華頭鎮、新場鎮、馬村鎮

## 交通

### 鉄道
- 中国鉄路総公司
  - 中国鉄路成都局集団公司
    - 成昆線（成都方面）- 呉場駅（中国語版） - 馬村駅（中国語版） - 楽山北駅（中国語版） -（昆明方面）

## 健康・医療・衛生
- 夾江県人民医院